# Luigi Maria Filippo d'Orléans-Braganza
Luigi Maria Filippo d'Orléans e Braganza, in portoghese Luís Maria Filipe Pedro de Alcântara Gastão Miguel Rafael Gonzaga de Orleães e Bragança (Petrópolis, 26 gennaio 1878 – Cannes, 26 marzo 1920), è stato un principe e scrittore brasiliano.

## Biografia

### Infanzia
Era il secondo figlio di Gastone d'Orléans (1842-1922) e di Isabella del Brasile (1846-1921). I suoi nonni paterni erano Luigi d'Orléans (1814-1896), duca di Nemours e Vittoria di Sassonia-Coburgo-Koháry, mentre i suoi nonni materni erano Pietro II del Brasile, imperatore del Brasile, e Teresa Cristina di Borbone-Due Sicilie.
Fin da piccolo dimostrò una personalità forte e determinata. In viaggio in Europa con la sua famiglia, durante un terremoto avvenuto il 23 febbraio 1887, mentre suo fratello Pedro appariva molto nervoso e piangeva, Luigi era semplicemente calmo e si mostrava impassibile.

### Esilio
Quando il colpo di Stato che sostituì la monarchia con la repubblica avvenne il 15 novembre 1889, Isabella preferì mandare i bambini a Petrópolis, dove più tardi Luigi avrebbe ricordato che "rinchiuso nel palazzo, ci avevano lasciato per due lunghi giorni nella più completa ignoranza di ciò che stava succedendo là fuori", fino a quando non furono riconsegnati ai loro genitori per l'esilio forzato. Poiché non erano stati in grado di prendere qualcosa con loro, ad eccezione di alcuni oggetti personali che potevano portare con le loro mani, la famiglia imperiale si trovò in una difficile situazione finanziaria che fu aggravata dal rifiuto di Pietro II di accettare i cinquemila Contos di Reis offerti inizialmente dal nuovo governo repubblicano. Non ebbero altra scelta che accettare l'aiuto dei loro pochi amici e dal padre di Gastone.
Nel 1890 si trasferì alla periferia di Versailles. Dopo la morte di Pietro II, nel 1891, i monarchici fecero vari sforzi per ripristinare la monarchia in Brasile. Tuttavia, nessuno della famiglia imperiale fornì alcun tipo di aiuto o anche un sostegno esplicito a parole. Il fratello maggiore di Luigi, Pedro, raggiunse la maggiore età nel 1893, ma non aveva la capacità e il desiderio di sostenere la causa monarchica. Nello stesso anno partì per Vienna, capitale dell'impero austro-ungarico, per studiare alla scuola militare di Wiener Neustadt. Secondo sua madre era "chiaro che egli deve fare qualcosa e la carriera militare ci sembra l'unica che potrebbe seguire". Suo fratello Luigi Antonio seguì il fratello maggiore presso la stessa scuola militare.

### Giovinezza
Nel 1896 Pedro si innamorò di una nobildonna austro-ungarica, Elisabetta Dobrzensky de Dobrzenicz. Nel frattempo, Luigi era ambizioso ed attivo, desideroso di lasciare il suo segno nel mondo. Era un alpinista e salì sul Monte Bianco nel settembre 1896. Viaggiò in Africa meridionale, Asia centrale e India e in seguito scrisse e pubblicò diari di viaggio delle sue esperienze. Luigi era visto dai suoi genitori come l'unico membro della famiglia imperiale in grado di aiutare il movimento monarchico in Brasile.

### In Brasile
Dopo il suo ritorno in Francia nel 1907 aveva in mente un progetto ambizioso per sfidare il decreto che bandì la famiglia imperiale dal Brasile con un viaggio in Rio de Janeiro. Il suo arrivo improvviso creò un putiferio nella vecchia capitale imperiale, essendo stata ampiamente comunicata sui giornali. Ha inoltre causato difficoltà per i politici brasiliani, ponendo la famiglia imperiale al centro dell'attenzione e molti brasiliani andarono a dargli il benvenuto. Tuttavia, a Luigi è stato impedito lo sbarco e non gli è stato permesso di mettere piede sulla sua terra natale da parte del governo repubblicano. Tuttavia, ha inviato un telegramma alla madre dicendo: "Ostacolato dallo sbarco da parte del governo, saluto il Redentore degli schiavi sulla baia di Guanabara alla vigilia del 13 maggio." Qualche tempo dopo, scrisse le sue esperienze in questo viaggio nel libro Sotto la Croce del Sud, pubblicato nel 1913.

### Fidanzamento e matrimonio
Luigi si fidanzò con la cugina Maria di Grazia Pia di Borbone-Due Sicilie, nipote di un fratello della nonna materna di Luigi, Teresa Cristina. Nel frattempo suo fratello Pedro, l'erede di Isabella, voleva sposare Elisabetta Dobrzensky de Dobrzenicz. Sua madre era contraria al matrimonio, poiché Elisabetta apparteneva alla piccola nobiltà, piuttosto che a quella reale. Isabella decise di accettare il matrimonio con la condizione che Pedro rinunciasse alla sua posizione di erede. Pedro, che non aveva alcun interesse a diventare imperatore, rinunciò ai suoi diritti alla successione il 30 ottobre 1908.

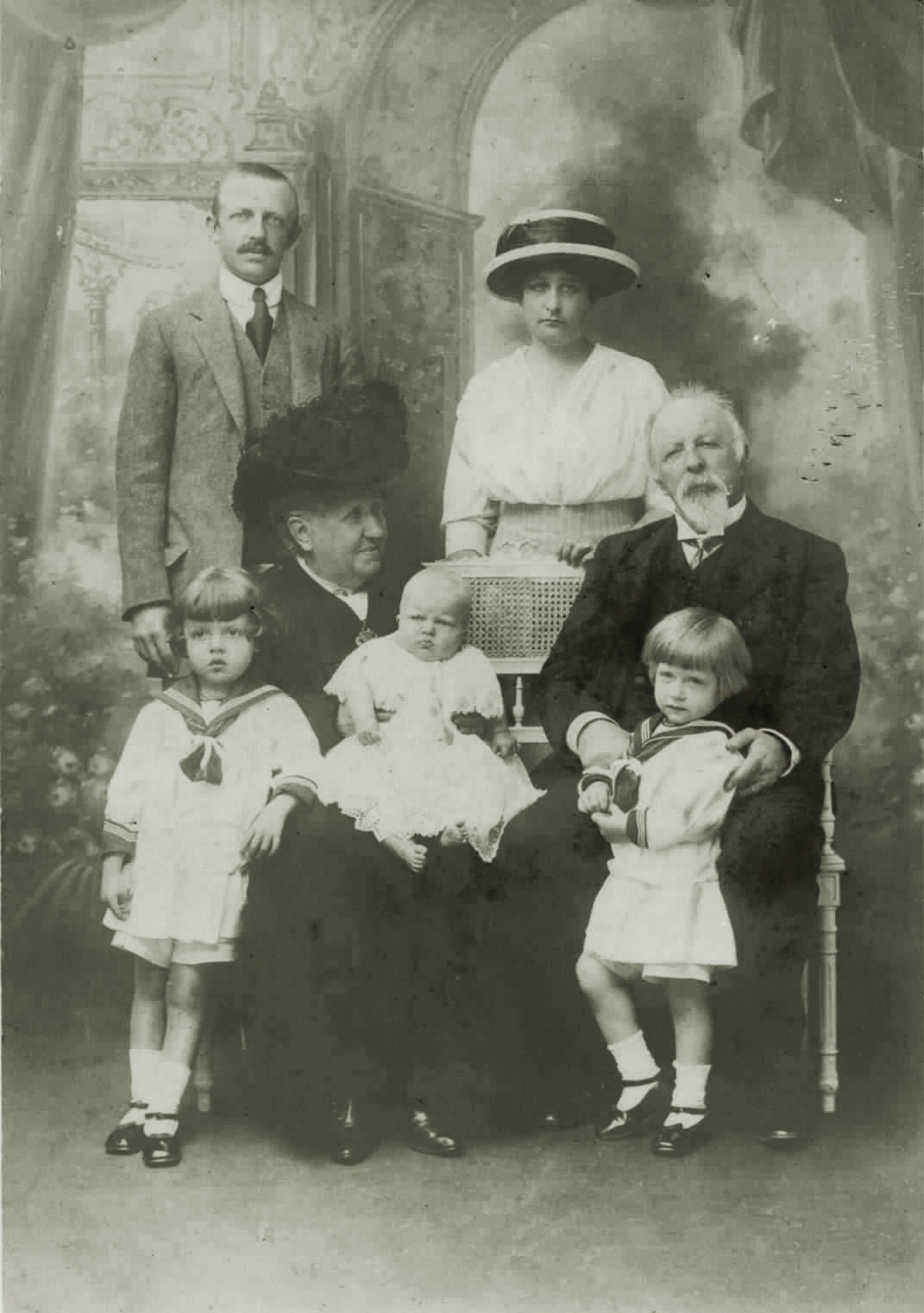
Da sinistra a destra: Luigi, principe imperiale, Pietro Enrico, principe di Gran Pará, Isabella, pretendente imperatrice del Brasile, Maria Pia, principessa del Brasile, Maria Pia, principessa consorte del Brasile, Gastone d'Orléans, conte d'Eu, e Luigi Gastone, principe del Brasile

Il matrimonio di Luigi e Maria Pia venne celebrato il 4 novembre a Cannes e quello di Pedro ed Elisabetta dieci giorni più tardi a Versailles.

### Attività politica

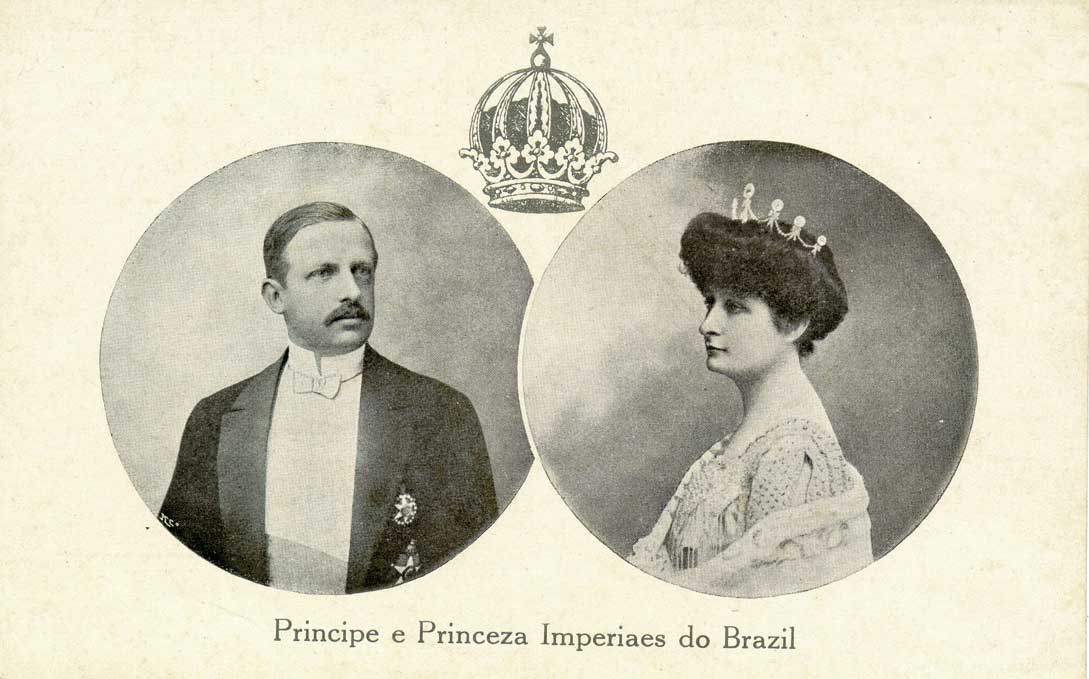
Luigi e sua moglie Maria Pia

In seguito alla rinuncia di suo fratello Pietro d'Alcantara, Luigi fu in grado di collaborare efficacemente con il movimento monarchico in Brasile, assumendo la carica di erede al trono (dopo sua madre). Il suo sforzo per invertire il danno causato dall'inerzia della famiglia imperiale alla causa monarchica è stato di grande valore. Ebbe successo presso i suoi sostenitori, riuniti in vari stati del Brasile.
Il principe Luigi sostenne il federalismo, il servizio militare obbligatorio e fu a favore di una maggiore libertà economica. Riscosse grande successo fra i suoi sostenitori grazie alla sua concezione di una monarchia sostenuta da una legislazione sociale, che permettesse di migliorare le condizioni di vita dei lavoratori in Brasile.

### Prima guerra mondiale e morte
L'inizio della prima guerra mondiale nel mese di agosto 1914 e l'invasione della Francia da parte della Germania rese possibile per Luigi di dimostrare un'altra volta il suo idealismo e attivismo come, nelle sue stesse parole, un "soldato cuore e anima". Egli e suo fratello Antonio vollero difendere la patria dei loro antenati. Siccome era vietato per legge per loro di prestare servizio nelle forze armate francesi, entrambi si arruolarono nelle forze armate britanniche come ufficiali. Luigi era nell'esercito, mentre Antonio servì come pilota nella forza aerea.
Mentre combatteva nelle trincee delle Fiandre nel 1915, Luigi contrasse un tipo aggressivo di reumatismi alle ossa che lasciò molto debole e incapace di camminare. Il principe rimase invalido per il servizio attivo, gravemente ammalato e messo al sicuro, in modo da essere in grado di recuperare le forze dalla malattia. Come conseguenza delle sue azioni nel conflitto e per il suo coraggio, Luigi ricevette varie decorazioni.
La grave malattia contratta in trincea si dimostrò resistente a tutti i trattamenti e la sua salute si deteriorò progressivamente fino alla sua morte, avvenuta il 26 marzo 1920. Siccome sua madre visse fino al 1921, suo figlio, Pietro Enrico, fu il suo successore nella rivendicazione del trono del Brasile.

## Discendenza
Dal matrimonio tra Luigi e Maria di Grazia Pia di Borbone-Due Sicilie nacquero tre figli:
- Dom Pietro Enrico d'Orléans-Braganza (1909 - 1981), che succedette a sua nonna a capo della casa imperiale brasiliana e sposò Maria Elisabetta di Baviera (1914-2011), dalla quale ebbe dodici figli
- Dom Luigi Gastone d'Orléans-Braganza (1911-1931), celibe e senza figli
- Dona Pia Maria d'Orléans-Braganza (1913-2000), che sposò René Jean Marie Nicolas de Nicolay (1910-1954), dal quale ebbe due figli

## Ascendenza
|                                           |                          |                                           | Genitori                                            |  |  | Nonni |  |  | Bisnonni                    |  |  | Trisnonni                               |  |
|                                           |                          |                                           |                                                     |  |  |       |  |  | 8. Luigi Filippo di Francia |  |  | 16. Luigi Filippo II di Borbone-Orléans |  |
|                                           |                          |                                           |                                                     |  |  |       |  |  | 8. Luigi Filippo di Francia |  |  | 16. Luigi Filippo II di Borbone-Orléans |  |
|                                           |                          | 17. Luisa Maria Adelaide di Borbone       |                                                     |  |  |       |  |  | 8. Luigi Filippo di Francia |  |  |                                         |  |
| 4. Luigi d'Orléans                        |                          |                                           |                                                     |  |  |       |  |  | 8. Luigi Filippo di Francia |  |  |                                         |  |
|                                           |                          | 9. Maria Amalia di Borbone-Due Sicilie    | 18. Ferdinando I delle Due Sicilie                  |  |  |       |  |  |                             |  |  |                                         |  |
|                                           |                          | 9. Maria Amalia di Borbone-Due Sicilie    | 18. Ferdinando I delle Due Sicilie                  |  |  |       |  |  |                             |  |  |                                         |  |
|                                           |                          | 9. Maria Amalia di Borbone-Due Sicilie    | 19. Maria Carolina d'Asburgo-Lorena                 |  |  |       |  |  |                             |  |  |                                         |  |
| 2. Gastone d'Orléans                      |                          | 9. Maria Amalia di Borbone-Due Sicilie    |                                                     |  |  |       |  |  |                             |  |  |                                         |  |
|                                           |                          | 10. Ferdinando di Sassonia-Coburgo-Koháry | 20. Francesco Federico di Sassonia-Coburgo-Saalfeld |  |  |       |  |  |                             |  |  |                                         |  |
|                                           |                          | 10. Ferdinando di Sassonia-Coburgo-Koháry | 20. Francesco Federico di Sassonia-Coburgo-Saalfeld |  |  |       |  |  |                             |  |  |                                         |  |
|                                           |                          | 10. Ferdinando di Sassonia-Coburgo-Koháry | 21. Augusta di Reuss-Ebersdorf                      |  |  |       |  |  |                             |  |  |                                         |  |
| 5. Vittoria di Sassonia-Coburgo-Koháry    |                          | 10. Ferdinando di Sassonia-Coburgo-Koháry |                                                     |  |  |       |  |  |                             |  |  |                                         |  |
|                                           |                          | 11. Maria Antonia di Koháry               | 22. Ferenc József di Koháry                         |  |  |       |  |  |                             |  |  |                                         |  |
|                                           |                          | 11. Maria Antonia di Koháry               | 22. Ferenc József di Koháry                         |  |  |       |  |  |                             |  |  |                                         |  |
|                                           |                          | 11. Maria Antonia di Koháry               | 23. Maria Antonia von Waldstein zu Wartenberg       |  |  |       |  |  |                             |  |  |                                         |  |
| 1. Luigi Maria Filippo d'Orléans-Braganza |                          | 11. Maria Antonia di Koháry               |                                                     |  |  |       |  |  |                             |  |  |                                         |  |
|                                           | 12. Pietro I del Brasile | 24. Giovanni VI del Portogallo            |                                                     |  |  |       |  |  |                             |  |  |                                         |  |
|                                           | 12. Pietro I del Brasile | 24. Giovanni VI del Portogallo            |                                                     |  |  |       |  |  |                             |  |  |                                         |  |
|                                           | 12. Pietro I del Brasile | 25. Carlotta Gioacchina di Borbone-Spagna |                                                     |  |  |       |  |  |                             |  |  |                                         |  |
| 6. Pietro II del Brasile                  | 12. Pietro I del Brasile |                                           |                                                     |  |  |       |  |  |                             |  |  |                                         |  |
|                                           |                          | 13. Maria Leopoldina d'Asburgo-Lorena     | 26. Francesco II d'Asburgo-Lorena                   |  |  |       |  |  |                             |  |  |                                         |  |
|                                           |                          | 13. Maria Leopoldina d'Asburgo-Lorena     | 26. Francesco II d'Asburgo-Lorena                   |  |  |       |  |  |                             |  |  |                                         |  |
|                                           |                          | 13. Maria Leopoldina d'Asburgo-Lorena     | 27. Maria Teresa di Borbone-Due Sicilie             |  |  |       |  |  |                             |  |  |                                         |  |
| 3. Isabella del Brasile                   |                          | 13. Maria Leopoldina d'Asburgo-Lorena     |                                                     |  |  |       |  |  |                             |  |  |                                         |  |
|                                           |                          | 14. Francesco I delle Due Sicilie         | 28. Ferdinando I delle Due Sicilie (= 18)           |  |  |       |  |  |                             |  |  |                                         |  |
|                                           |                          | 14. Francesco I delle Due Sicilie         | 28. Ferdinando I delle Due Sicilie (= 18)           |  |  |       |  |  |                             |  |  |                                         |  |
|                                           |                          | 14. Francesco I delle Due Sicilie         | 29. Maria Carolina d'Asburgo-Lorena (= 19)          |  |  |       |  |  |                             |  |  |                                         |  |
| 7. Teresa Cristina di Borbone-Due Sicilie |                          | 14. Francesco I delle Due Sicilie         |                                                     |  |  |       |  |  |                             |  |  |                                         |  |
|                                           |                          | 15. Maria Isabella di Borbone-Spagna      | 30. Carlo IV di Spagna                              |  |  |       |  |  |                             |  |  |                                         |  |
|                                           |                          | 15. Maria Isabella di Borbone-Spagna      | 30. Carlo IV di Spagna                              |  |  |       |  |  |                             |  |  |                                         |  |
|                                           |                          | 15. Maria Isabella di Borbone-Spagna      | 31. Maria Luisa di Borbone-Parma                    |  |  |       |  |  |                             |  |  |                                         |  |
|                                           |                          | 15. Maria Isabella di Borbone-Spagna      |                                                     |  |  |       |  |  |                             |  |  |                                         |  |